# أبو ذؤيب الهذلي
أبو ذؤيب خُوَيلِدٍ بن خَالِدُ بن مُحرِث الهُذَليْ هو صحابي وشاعر وفارس مخضرم جاهلي إسلامي من أشراف هذيل وقَادتها. شهد يوم البوباة مع قومة وابلى بلاء حسنا به وكان له عشرة من الأبناء جميعهم من الفرسان الابطال، وفي عصر الإسلام كان أحد قادات فتح المغرب وأسلم على عهد النبي محمد وقيل انه صحبة وروى عنه بعض الأحَاديث. وقيل انه أنه لم يره وكان اشهر شعراء عصره وهو صاحب أبرع بيت شعري قالته العرب في رأي الاصمعي. وكان شجاعا فشارك في فتح مصر وغزا الروم مع المسلمين وتوفي فيها. وفي العصر الجاهلي وشارك في أيام هذيل ومنها يوم يوم البوباه

## نسبه
هو الشاعر القائد:
- خويلد بن خالد بن مُحرث بن زبيد بن حارثة بن مخزوم بن صاهلة بن كاهل بن الحارث بن تميم بن سعد بن هذيل بن مدركة بن الياس بن مضر بن نزار بن معد بن عدنان.[2]

وقيل بل هو:
- خويلد ابن خالد بن محرث بن زبيد بن مخزوم بن باهلة بن كاهل بن مازن بن معاوية بن تميم بن سعد بن هذيل بن مدركة بن الياس بن مضر بن نزار بن معد بن عدنان.[3]

وروى أبو عبيد انه «كان أبو ذؤيب أسجر العينين جاحظهما قصيرا أحمرا».

## عنه
ولد أبو ذؤيب في بلاد هذيل بالقرب من مكة وعاش بينهم وكان شريفا وفارسا وشارك في معاركهم وكان فصيحا وشجاعا ذو بأس شديد أسلم وحسن اسلامه. وذكر عنه انه ذهب الى عمر بن الخطاب فقال له أي العمل أفضل يا أمير المؤمنين قال الإيمان بالله وبرسوله قال قد فعلت فأية أفضل بعده فقال الجهاد في سبيل الله ثم خرج فغزا مع المسلمين.
وكان له من الأبناء خمسه أبناء وقيل عشره ذكرهم عبدالملك بن هشام « شهاب والحارث وزهير والأزهر والأزور وعمرو وعامر وسالم والقسور وسهيل».
ذكر انهم توفوا بسبب طاعون حل بمدائن الفتح الإسلامي وكانوا في جيش الفتح فقال فيهم شعر رثاء تقدم به على كل شعراء عصرة يقول في مطلعها.

## هواه
وكان أبو ذؤيب في الجاهلية يهوى امرأة من ثقيف اسمها ام وهب الثقفية وهو القائل فيها.

## دخوله المدينة
ذكر محمد بن إسحاق بن يسار قال: حدثني أبو الآكام الهذلي عن الهرماس بن صعصعة الهذلي عن أبيه أن أبا ذؤيب الشاعر حدثه قال: «بلغنا أن رسول الله ﷺ عليل فاستشعرت حزناً وبت بأطول ليلة لا ينجاب ديجورها ولا يطلع نورها فظللت أقاسي طولها حتى إذا كان قرب السحر أغفيت فهتف بي هاتف وهو يقول:
قال أبو ذؤيب: فوثبت من نومي فزعاً فنظرت إلى السماء فلم أر إلا سعد الذابح فتفاءلت به ذبحاً يقع في العرب، وعلمت أن النبي ﷺ قد قبض وهو ميت من علته فركبت ناقتي وسرت، فلما أصبحت طلبت شيئاً أزجر به فعن شيهم يعني القنفذ وقد قبض على صل يعني الحية فهي تلتوي عليه والشيهم يقضمها حتى أكلها فزجرت ذلك فقلت الشيهم شيء مهم والتواء الصل التواء الناس عن الحق على القائم بعد رسول الله  ثم أولت أكل الشيهم إياها غلبه القائم بعده على الأمر فحثثت ناقتي حتى إذا كنت بالغاية فزجرت الطائر فأخبرني بوفاته ونعب غراب سانح فنطق بمثل ذلك فتعوذت بالله من شر ما عن لي في طريقي وقدمت المدينة ولها ضجيج بالبكاء كضجيج الحجاج إذا أهلوا بالإحرام».
فقلت:« مه. قالوا: قبض رسول الله ﷺ فجئت إلى المسجد فوجدته خاليا فأتيت بيت رسول الله ﷺ فأصبت بابه مرتجا وقيل هو مسجى وقد خلا به أهله فقلت: أين الناس فقيل: في سقيفة بني ساعدة صاروا إلى الأنصار».
وأكمل قائلا: «فجئت إلى السقيفة فأصبت أبا بكر وعمر وأبا عبيدة بن الجراح وسالما جماعة من قريش ورأيت الأنصار فيهم سعد بن عبادة بن دليم وفيهم شعراء وهم: حسان بن ثابت وكعب بن مالك وملأ منهم فآويت إلى قريش وتكلمت الأنصار فأطالوا الخطاب وأكثروا الصواب وتكلم أبو بكر فلله دره من رجل لا يطيل الكلام ويعلم مواضع فصل الخصام والله لقد تكلم بكلام لا يسمعه سامع إلا انقاد له ومال إليه، ثم تكلم عمر بعده بدون كلامه ومد يده فبايعه وبايعوه ورجع أبو بكر ورجعت معه».
قال أبو ذؤيب: «فشهدت الصلاة على محمد وشهدت دفنه ثم أنشد أبو ذؤيب يبكي النبي»:
قال: «ثم انصرف أبو ذؤيب إلى باديته فأقام بها».

## قيل عنه
قال أبو عمرو: «وسئل حسان بن ثابت من أشعر الناس فقال حيا أم رجلا قالوا: حيا. قال : هذيل أشعر الناس حيا» وأضاف ابن سلام وأقول: «إن أشعر هذيل أبو ذؤيب».
وقال عمر بن شبة: «تقدم أبو ذؤيب على جميع شعراء هذيل بقصيدته العينية التي يرثي فيها بنيه».
وقال الأصمعي: أبرع بيت قالته العرب بيت أبو ذؤيب

## وفاته
أختلف في وفاته فقيل توفي أبو ذؤيب في خلافة عثمان بن عفان بطريق مكة قريبا منها بعد ان عاد مع عبدالله بن الزبير في فتح مصر فدفنه ابن الزبير. وغزا أبو ذؤيب مع عبد الله بن الزبير إفريقية وقيل إنه مات في غزوة إفريقية بمصر منصرفًا بالفتح مع عبد الله ابن الزبير فدفنه ابن الزبير ونفذ بالفتح وحده.
وقيل خرج فغزا الروم مع المسلمين فلما قفلوا أخذه الموت فأراد ابنه وابن أخيه أن يتخلفا عنه جميعا فمنعهما صاحب الساقة وقال ليتخلف عليه أحدكما وليعلم أنه مقتول فاتكلا بينهما من يتخلف عليه فقال لهما أبو ذؤيب اقرعا فطارت القرعة لأبي عبيد فتخلف عليه ومضى ابنه مع الناس فكان ابن أخيه يحدث قال قال لي أبو ذؤيب يا بني احفر ذاك الجرف برمحك ثم اعضد من الشجر بسيفك وأجرني إلى هذا النهر فإنك لا تفرغ حتى أفرغ فاغسلني وكفني بكفني ثم اجعلني في حفيرتك وانثل علي الجرف برمحك وألق علي الغصون والحجارة ثم اتبع الناس فإن لهم رهجة تراها في الأفق إذا أمسيت كأنها جهامة فقال فما أخطأ مما قال شيئا ولولا نعته لم أهتد لأثر الجيش وقال أبو ذؤيب «أبا عبيد رفع الكتاب واقترب الموعد والحساب في أبيات». وذكر انه لا يعلم لأحد من المسلمين قبر وراء قبره.